# Kareem Campbell
Pour les articles homonymes, voir Campbell.
Kareem Campbell, né le 14 novembre 1973 à Harlem (New York), est un skateboarder professionnel.
Kareem est surtout connu pour avoir ouvert le skateboard à la communauté noire et comblé le fossé entre le skate de la West Coast et celui de la East Coast. Il est également connu comme l'inventeur du Ghetto Bird, une figure correspondant à un hardflip revert.
Son premier sponsor fut World Industries, dont il apparaît dans la vidéo New World Order (1993). Il poursuivit avec l'équide de W.I. jusqu'à ce qu'il découvre Menace Skateboards. Cette compagnie, à cause de différents conflits légaux, dû changer plusieurs fois de nom, devenant All City Skateboards, et puis City Stars.
Campbell fut le propriétaire de City Stars Skateboards, ainsi que celui d'Axion Shoes, jusqu'à ce que ces deux compagnies fassent faillite. Il est aujourd'hui producteur.
Kareem Campbell apparaît comme personnage dans les jeux vidéo Tony Hawk's Pro Skater (Neversoft) jusqu'au volet Tony Hawk's Underground 2.